# PlatinumGames
PlatinumGames Inc. é uma desenvolvedora de jogos eletrônicos japonesa fundada em outubro de 2007 como resultado da fusão de duas empresas, Seeds Inc. e Odd Inc. Shinji Mikami, Atsushi Inaba e Hideki Kamiya fundaram a Seeds Inc. depois da dissolução da desenvolvedora Clover Studio pela Capcom, enquanto a Odd Inc. foi fundada por Tatsuya Minami. Um ano depois da criação do estúdio, a publicadora de jogos eletrônicos Sega anunciou que publicaria quatro propriedades intelectuais desenvolvidas pela empresa: MadWorld, Infinite Space, Bayonetta e Vanquish. A parceria foi mais tarde estendida para também incluir Anarchy Reigns. A maior parte destes jogos foi recebida positivamente pela crítica.
Apesar de a maior parte dos jogos da PlatinumGames ser baseada em propriedades intelectuais originais, a equipe também aceitou diversos contratos da Activision para projetos licenciados, a maioria recebendo críticas medianas. Desde 2013, a PlatinumGames mantém uma relação próxima com a Nintendo, tendo a publicadora fundado vários de seus títulos, como The Wonderful 101, Bayonetta 2 e Astral Chain. O estúdio também trabalhou criando novos jogos para franquias de outras empresas, tendo realizado a maior parte do desenvolvimento em Metal Gear Rising: Revengeance para a Konami, Star Fox Zero para a Nintendo e Nier: Automata para a Square Enix.

## História

### 2006–2007: Fundação
A PlatinumGames foi fundada com a fusão da Seeds Inc. e da Odd Inc. em outubro de 2007. A Seeds Inc. havia sido criada por Shinji Mikami, Atsushi Inaba e Hideki Kamiya em 1 de agosto de 2006. Antes disso, os três haviam trabalhado para a Capcom e eram membros-chave da desenvolvedora de Osaka Clover Studio, que se especializava em criar novas propriedades intelectuais. Eles trabalharam desenvolvendo algumas das franquias mais importantes da empresa, incluindo Resident Evil, Devil May Cry, Viewtiful Joe e Ōkami. Os últimos dois foram bem recebidos pela crítica, mas tiveram vendas decepcionantes; portanto, a Capcom decidiu dissolver o estúdio. Antes da dissolução, os três já haviam deixado o estúdio para formar sua própria empresa. Em janeiro de 2007, a Seeds Inc. tinha 51 funcionários, incluindo mais ex-funcionários da Capcom como Masami Ueda, compositor para os primeiro jogos da série Resident Evil, e Mari Shimazaki, artista em Ōkami. Yusuke Hashimoto e Kenji Saito, que eventualmente se tornariam diretores na PlatinumGames, também foram contratados neste período. A Seeds Inc. revelou sua existência lançando um website em fevereiro de 2007.
A Odd Ltd. foi fundada por Tatsuya Minami em fevereiro de 2006 e renomeada Odd Inc. em julho de 2007. Como os fundadores da Seeds Inc., Minami havia trabalhado na Capcom antes de fundar seu próprio estúdio, estando envolvido em títulos como Super Ghouls 'n Ghosts e na franquia Mega Man. Entretanto, ele decidiu deixar a empresa alegando estar cansado de produzir sequências. Minami se tornou o chefe do estúdio e focou na administração e gerenciamento da empresa, enquanto Mikami, Inaba e Kamiya permaneceram em posições de diretores ou produtores.

### 2008–2012: Parceria com a Sega
A empresa não havia revelado nada sobre projetos futuros até que, em 2008, a Sega anunciou que publicaria quatro títulos da PlatinumGames. De acordo com Minami, os títulos eram únicos e criativos, e era corajoso da parte da Sega publicar estes títulos arriscados. Minami adicionou que a parceria com a Sega permitiria que estes títulos fossem publicados em mercados ocidentais. Os quatro jogos incluíam MadWorld, Infinite Space, Bayonetta e Vanquish. Os jogos foram lançados entre 2009 e 2010. Todas as propriedades intelectuais criadas pela PlatinumGames como parte da parceria são posse da Sega.
MadWorld foi o primeiro jogo da empresa a ser lançado. Produzido por Inaba, ele foi criado para apelar a uma audiência ocidental e tinha um estilo gráfico único inspirado em Sin City. A história foi escrita por Yasumi Matsuno, que havia anteriormente trabalhado em Ogre Battle e Final Fantasy Tactics para a Square Enix, e a localização do jogo para o ocidente foi organizada em conjunto entre a PlatinumGames e a Sega. A equipe criou o jogo com a visão de trazer um jogo único para o Wii. O jogo foi um fracasso comercial apesar de ter recebido críticas positivas, vendendo pouco no Japão e no ocidente mesmo com a forte campanha de marketing da Sega. Apesar do fracasso comercial, a Sega sentiu que as vendas eram "encorajantes", e que eles continuariam a criar jogos maduros para o Wii. Eles lançaram o pacote Welcome to Violence, que juntava MadWorld, The House of the Dead: Overkill e The Conduit, jogos que individualmente haviam sido fracassos de vendas. Em 2010, a Sega anunciou que parariam de publicar jogos maduros para o Wii, citando as vendas decepcionantes de MadWorld como um dos fatores que contribuiu para a decisão. Alguns dias depois, entretanto, a PlatinumGames anunciou que gostariam de criar uma sequência para o jogo.
O segundo jogo da empresa foi Infinite Space. Anunciado como Infinite Line, ele é um jogo de RPG com elementos de estratégia em tempo real e simulação espacial. Inspirado pelos trabalhos de Arthur C. Clarke e Greg Egan, a PlatinumGames trabalhou em proximidade com a Nude Maker durante seu desenvolvimento. O título, produzido por Inaba, foi lançado em junho de 2009 no Japão e em março de 2010 no ocidente. O jogo obteve sucesso moderado no Japão, mas suas vendas no ocidente foram insatisfatórias. A PlatinumGames culpou a Sega por não produzir cópias o suficiente do jogo, alegando que ele tinha "esgotado imediatamente".

É assim que jogos são. As equipes se cansam e então recebem todo aquele feedback e ficam recarregadas, e então as pessoas dizem que estão prontas para fazer tudo de novo. E Bayonetta foi um exemplo muito, muito forte disso.

– Atsushi Inaba sobre o desenvolvimento de Bayonetta
Bayonetta foi o terceiro jogo da empresa a ser publicado, um jogo de ação e uma "evolução" da série Devil May Cry. O título foi dirigido por Kamiya, que havia originalmente proposto diversos projetos "casuais" para o estúdio antes de iniciar o desenvolvimento de Bayonetta. O jogo inclui uma história original com inspirações da mitologia nórdica, enquanto o design da personagem titular foi baseado na visão de Kamiya sobre o que seria uma "mulher ideal". A equipe de desenvolvimento foi creditada como "Team Little Angels" (lit. Time Anjinhos) em oposição ao "Team Little Devils" (lit. Time Diabinhos) de Devil May Cry. O jogo foi muito bem recebido pela crítica em seu lançamento, com críticos elogiando sua ação como "a melhor do gênero", com como seus personagens e inovação. Entretanto, de acordo com Inaba, a equipe tinha definido padrões altos demais para os eles mesmos e acabaram extremamente frustrados no final do desenvolvimento do projeto. Inaba adicionou que o desenvolvimento do jogo quase "quebrou" a PlatinumGames. A moral da equipe foi restaurada depois de ouvir as opiniões positivas dos jogadores sobre o jogo. Inaba também chamou a versão do jogo para PlayStation 3 do jogo o "maior fracasso" da empresa, já que o time não tinha as capacidades para desenvolver aquela versão corretamente. Mais de 1,35 milhão de unidades do jogo foram vendidas mas, de acordo com Minami, a empresa se decepcionou com suas vendas, mesmo que tenha sido um de seus maiores sucessos comerciais até então. Mais tarde, um filme animado baseado no jogo, chamado Bayonetta: Bloody Fate, foi lançado pela Gonzo.
A parceria original entre a Sega e a PlatinumGames tinha sugerido a existência de um quarto jogo misterioso de Mikami. O título mais tarde foi revelado como Vanquish. A equipe buscou inspiração em Casshan para criar os visuais do jogo. Mikami decidiu que o jogo teria uma perspectiva em terceira pessoa através de tentativa e erro e esperava que, com isso, o time pudesse aumentar a velocidade da jogabilidade. Ele foi originalmente imaginado como um jogo em mundo aberto, mas essa ideia mais tarde foi abandonada e a direção do jogo se tornou mais linear. Em seu lançamento, o jogo recebeu críticas positivas, com críticos o considerando inovador por introduzir novos elementos ao gênero de tiro. A Sega anunciou que a empresa estava encorajada pelas vendas do jogo em seus primeiros dois dias de lançamento. Depois de Vanquish, Mikami deixou a PlatinumGames e fundou a Tango Gameworks. De acordo com Minami, Mikami "sempre quis ser sua própria pessoa, e seu próprio desenvolvedor."
No fim de 2010, a PlatinumGames revelou que estava em discussões com a Sega para estender sua parceria. Inaba adicionou que a Sega é uma publicadora que permitia que a equipe tivesse muito controle criativo sobre seus jogos. Em 2011, a PlatinumGames anunciou que haviam estendido sua parceria com um novo título chamado Max Anarchy, que foi lançado no ocidente como Anarchy Reigns em 2013. O jogo é uma sequência de MadWorld sem incluir o estilo gráfico baseado em Sin City, mas onde o jogador assume o controle do mesmo protagonista, Jack Cayman, durante a maior parte do jogo. O jogo recebeu críticas medianas em seu lançamento e foi um fracasso comercial tanto no Japão quando no ocidente. Anarchy Reigns foi o último jogo desenvolvido pela PlatinumGames a ser publicado pela Sega.

### 2013–2016: Propriedades licenciadas e jogos exclusivos
Em 2011, Hideo Kojima e seu estúdio Kojima Productions estavam trabalhando em um novo jogo da série Metal Gear focando no personagem Raiden, um ninja empunhando espadas. Incapaz de continuar trabalhando no jogo, Kojima contactou Minami para pedir que a PlatinumGames o desenvolvesse. De acordo com Kojima, a PlatinumGames era a única empresa capaz de trabalhar com um jogo de ação com combate baseado em espadas. A equipe adicionou elementos de furtividade ao jogo, achando seu sistema simples e tedioso demais. Dirigido por Kenji Saito, o jogo, intitulado Metal Gear Rising: Revengeance, foi lançado em 2013 e recebeu críticas geralmente positivas, sendo também um sucesso comercial. Ele também se tornou o primeiro jogo da empresa baseado em uma propriedade licenciada.

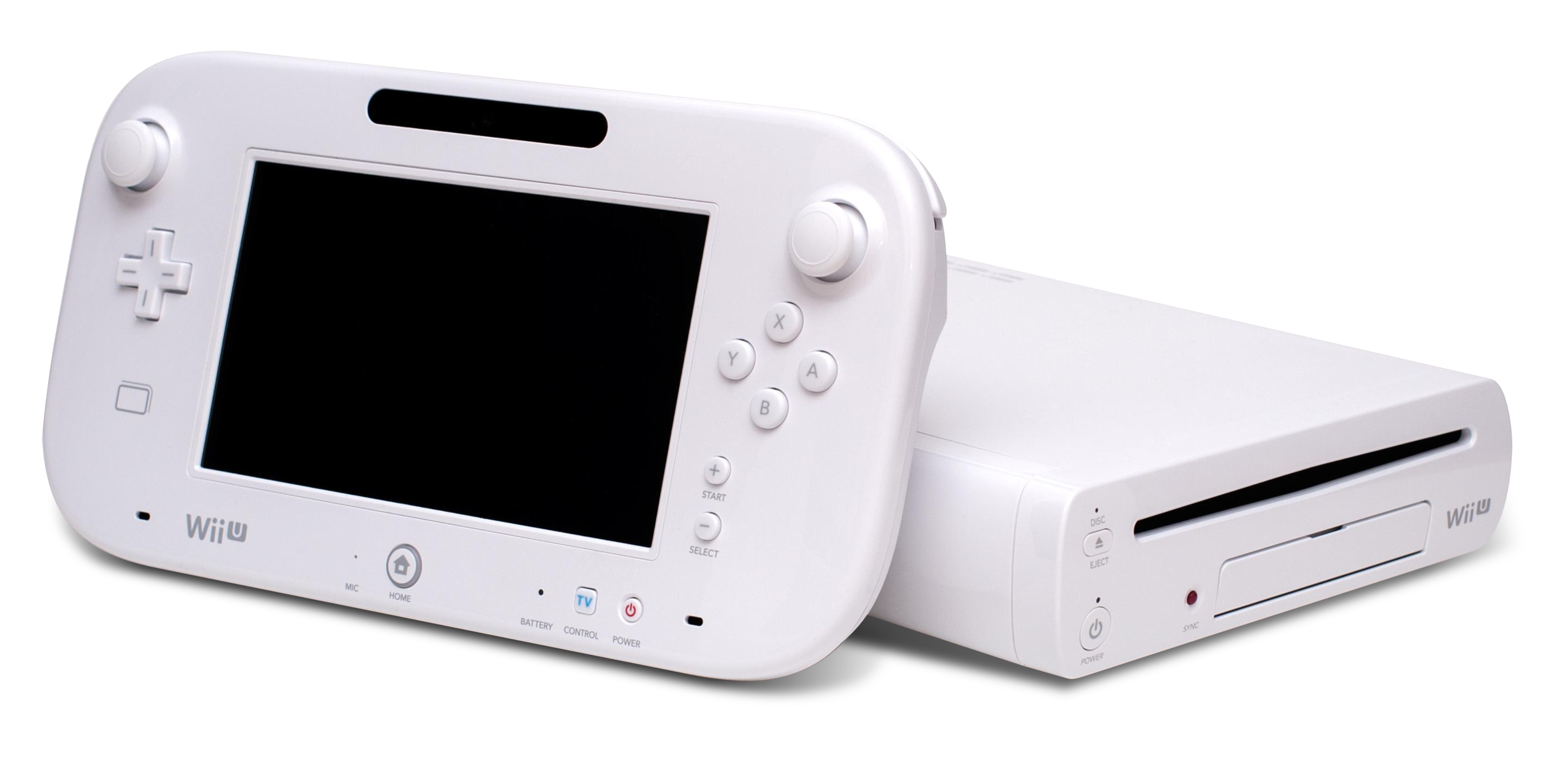
A PlatinumGames lançou dois jogos exclusivos para o Wii U em dois anos.

A PlatinumGames também lançou um segundo jogo no mesmo ano, The Wonderful 101 para o Wii U. Enquanto Kamiya foi o diretor do jogo, Minami ofereceu assistência criativa. De acordo com Kamiya, ele foi inspirado por séries clássicas de tokusatsu como Super Sentai, e o jogo foi criado para apelar para todos os tipos de audiência. O jogo havia sido originalmente planejado para o Wii, e estrelaria personagens clássicos da Nintendo. Entretanto, por o time ter dificuldade para encontrar maneiras de usá-los criativamente, o jogo teve seu desenvolvimento pausado. Seu desenvolvimento foi reiniciado mais tarde, com 50 personagens originais sendo criados para o jogo final. A Nintendo também ofereceu feedback durante o desenvolvimento do jogo para que ele pudesse alcançar uma audiência maior. O jogo foi bem recebido pela crítica. Ele foi considerado um dos melhores jogos da biblioteca do Wii U, e votado pela comunidade como um dos favoritos para consoles da Nintendo. Entretanto, o jogo não vendeu bem no Japão e vendeu menos que Pikmin 3, que já havia sido lançado antes do lançamento de The Wonderful 101. A VG247 considerou as baixas vendas do Wii U como o motivo para o fracasso comercial do jogo.
A parceria com a Nintendo continuou com Bayonetta 2, lançado em 2014, que gerou certa polêmica por ser exclusivo para Wii U quando seu antecessor era um título multiplataforma. De acordo com o produtor executivo Atsushi Inaba, a empresa trabalhou com a Sega para criar a sequência do jogo. Ela foi cancelada durante seu desenvolvimento até que a Nintendo se ofereceu para trabalhar com a empresa, reviver e financiar o projeto. A Sega serviu apenas para aconselhamento para o jogo. Inaba adicionou que a Nintendo não interferiu ativamente no desenvolvimento do jogo, e comparou seu papel ao de um observador. Kamiya, que originalmente não esperava uma sequência para o jogo, serviu como supervisor do jogo. Yusuke Hashimoto substituiu Kamiya como diretor. Hashimoto focou em refinar o combate do original e estender a rejogabilidade do jogo. Bayonetta 2 recebeu críticas muito positivas em seu lançamento, com diversas publicações o premiando com uma nota perfeita. Apesar de a Nintendo não comentar sobre as vendas do jogo, o título vendeu apenas 38.828 cópias no Japão em sua semana de lançamento, muito menos que seu antecessor. Ele se tornou o sétimo jogo maios vendido no Reino Unido em sua primeira semana no mercado, mas as vendas diminuiram significativamente na segunda semana.
A empresa gradualmente desenvolveu mais e mais títulos licenciados baseados em propriedades já existentes, mas seus parceiros garantiram liberdade criativa desenvolvendo a jogabilidade para esses jogos. Seu primeiro título licenciado foi The Legend of Korra, lançado em 2014 e baseado na série animada de mesmo nome da Nickelodeon. Publicado pela Activision, o jogo teve sua história escrita por Tim Hedrick, também escritor da série. O jogo recebeu críticas medianas em seu lançamento. O jogo seguinte foi Transformers: Devastation, baseado em Transformers: Generations da Hasbro. Dirigido por Saito, o jogo foi criado para ter visuais e uma jogabilidade diferentes de jogos anteriores de Transformers. O título recebeu críticas favoráveis em seu lançamento em 2015. O terceiro título licenciado, Teenage Mutant Ninja Turtles: Mutants in Manhattan foi lançado em maio de 2016. De acordo com o designer do jogo Eiro Shirahama, a equipe assistiu a série animada As Tartarugas Ninja e jogou seus jogos para o Super Famicom enquanto trabalhava no jogo para entender o universo e seus personagens. O jogo recebeu críticas medianas em seu lançamento.
Em 2013, Kamiya havia revelado que gostaria de ter uma oportunidade para continuar a parceria da PlatinumGames com a Nintendo, criando novas propriedades ou estendendo o universo de suas franquias já existentes como Star Fox. Shigeru Miyamoto, que produzia Star Fox Zero, expressou seu desejo de trabalhar com desenvolvedores externos para que o projeto tivesse um ciclo de desenvolvimento mais curto. A equipe foi convidada para co-desenvolver o jogo depois que a Nintendo viu a fase de Arwing em Bayonetta 2. Star Fox Zero, bem como seu spin off de defesa de torre Star Fox Guard, foi lançado em abril de 2016 e recebeu críticas medianas. No final de março de 2016, Minami deixou sua posição como presidente e CEO da empresa, sendo sucedido pelo produtor executivo Kenichi Sato.

### 2016–2019:ScaleboundeNier: Automata
Em agosto de 2016, a PlatinumGames revelou estar colaborando com a Cygames no desenvolvimento do RPG eletrônico de ação Granblue Fantasy: Relink mas, em fevereiro de 2019, foi anunciado que a PlatinumGames não estaria mais envolvida no projeto, sendo o desenvolvimento transferido integralmente para a Cygames. Como anunciado na E3 de 2014, Kamiya e sua equipe estavam trabalhando em Scalebound para a Microsoft Studios antes de este ser cancelado em janeiro de 2017. Pouco depois do cancelamento, o produtor criativo Jean-Pierre Kellams deixou a empresa e Kamiya parou de trabalhar como diretor, continuando seu trabalho na PlatinumGames como vice-presidente.

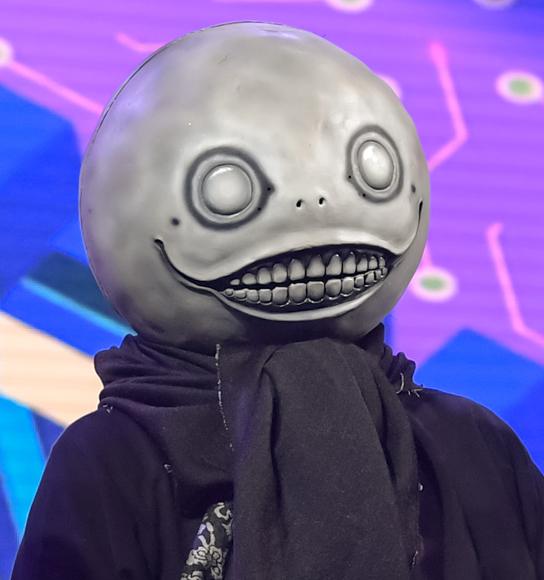
Dirigido por Yoko Taro (na imagem), Nier: Automata obteve sucesso comercial e crítico

O estúdio colaborou com a Square Enix e lançou Nier: Automata para PlayStation 4 e Windows em 2017, com uma versão para Xbox One lançada em 2018. Dirigido pelo criador de Nier Yoko Taro, o jogo recebeu críticas positivas e mais de 2 milhões de cópias foram vendidas. De acordo com Kamiya, Taro "salvou" a PlatinumGames depois do cancelamento de Scalebound. A recepção positiva de Nier: Automata gerou interesse público pelo trabalho da PlatinumGames novamente. Em maio de 2017, Inaba anunciou que a empresa estava trabalhando em uma nova propriedade intelectual. No The Game Awards 2017, Bayonetta 3 foi revelado com lançamento planejado para o Nintendo Switch. Também foi anunciado que versões dos dois primeiros jogos da série seriam lançados para a plataforma em dois meses. Na mesma cerimônia, Nier: Automata recebeu o prêmio de Melhor Trilha Sonora/Música.
Em abril de 2018, a empresa anunciou uma parceria com a DeNA para um jogo de ação que exploraria o folclore japonês para Android e iOS, intitulado World of Demons. Seu desenvolvimento começou em 2015 com 30 funcionários ligados a ele, incluindo alguns que haviam trabalhado em Star Fox Zero e Bayonetta 2. O jogo teve um soft launch em alguns países em 2018, mas foi retirado das lojas virtuais no ano seguinte. A PlatinumGames depois lançou World of Demons para o Apple Arcade em 2 de abril de 2021. Outro jogo, Astral Chain, foi lançado para o Nintendo Switch em 30 de agosto de 2019. No mesmo ano, Inaba revelou que o estúdio estava trabalhando em duas propriedades intelectuais inteiramente de posse do estúdio ainda não reveladas, uma das quais ele descreveu como "verdadeiramente diferente de tudo já feito antes."

### 2020–presente: Investimentos da Tencent e Platinum 4
Em janeiro de 2020, a Tencent Holdings Ltd investiu capital na PlatinumGames, permitindo que o estúdio autopublicasse seus títulos futuos. O CEO da PlatinumGames, Kenichi Sato, afirmou que o investimento da Tencente não havia alterado qualquer aspecto relacionado à posse da PlatinumGames, e que eles ainda eram desenvolvedores independentes.
Em 3 de fevereiro de 2020, a PlatinumGames lançou um website intitulado "Platinum 4", que girava em torno de quatro anúncios, incluindo: o lançamento de uma nova campanha no Kickstarter para uma versão remasterizada de The Wonderful 101 em plataformas modernas, sendo o primeiro jogo autopublicado da PlatinumGames; um novo jogo com o título de Project G.G., descrito como o jogo final na trilogia de "heróis" de Kamiya depois de Viewtiful Joe e The Wonderful 101 – Kamiya afirmou que, enquanto Viewtiful Joe era sobre um homem se transformando em um herói e The Wonderful 101 era sobre uma equipe se transformando em heróis, Project G.G. teria um conceito similar relacionado a um herói gigante; a abertura da PlatinumGames Tokyo, um novo estúdio para cerca de 100 funcionários para fornecer "jogos como um serviço" para a empresa, sendo chefiado por um ex-funcionário que trabalhara em FIFA Mobile, e um novo jogo intitulado Sol Cresta em colaboração com a Hamster Corporation, originalmente anunciado como uma piada no Dia da Mentira de 2020, mas agora confirmado como um título digital para Nintendo Switch, PlayStation 4 e Windows e como o primeiro na série "Neo-Classic Arcade" da PlatinumGames.
Além destes anúncios, foi revelado que a parte de pesquisa e desenvolvimento da PlatinumGames estava trabalhando em um novo motor de jogo intitulado PlatinumEngine para ser usado em seus novos jogos. O diretor técnico Wataru Ohmori disse que um novo motor de jogo era necessário ao invés de soluções preexistentes como Unreal ou Unity, permitindo mais personalização e controle sobre seus próprios jogos, além de uma melhor otimização. Ele disse, "nós nos deparamos com a assustadora realização de que se não tornássemos nosso trabalho mais eficiente, simplesmente não seríamos capazes de continuar a fazer os jogos que queremos fazer com o avanço da tecnologia e das expectativas."
Em 13 de janeiro de 2022, o então diretor executivo Kenichi Sato deixou sua posição após cinco anos e oito meses no cargo, com o co-fundador Atsushi Inaba como seu sucessor.

## Jogos desenvolvidos
| Ano  | Título                                             | Publicadora       | Plataforma(s)                                             |
| ---- | -------------------------------------------------- | ----------------- | --------------------------------------------------------- |
| 2009 | MadWorld                                           | Sega              | Wii                                                       |
| 2009 | Infinite Space                                     | Sega              | Nintendo DS                                               |
| 2009 | Bayonetta                                          | Sega              | Switch, PS3, PS4, Wii U, Windows, Xbox 360, Xbox One      |
| 2010 | Vanquish                                           | Sega              | PlayStation 3, PlayStation 4, Windows, Xbox 360, Xbox One |
| 2012 | Anarchy Reigns                                     | Sega              | PlayStation 3, Xbox 360                                   |
| 2013 | Metal Gear Rising: Revengeance                     | Konami            | OS X, PlayStation 3, Shield Android TV, Windows, Xbox 360 |
| 2013 | The Wonderful 101                                  | Nintendo          | Wii U                                                     |
| 2014 | Bayonetta 2                                        | Nintendo          | Nintendo Switch, Wii U                                    |
| 2014 | The Legend of Korra                                | Activision        | PlayStation 3, PlayStation 4, Windows, Xbox 360, Xbox One |
| 2015 | Transformers: Devastation                          | Activision        | PlayStation 3, PlayStation 4, Windows, Xbox 360, Xbox One |
| 2015 | 8-Bit Bayonetta                                    | Sega              | Navegador, Windows                                        |
| 2016 | Star Fox Zero                                      | Nintendo          | Wii U                                                     |
| 2016 | Star Fox Guard                                     | Nintendo          | Wii U                                                     |
| 2016 | Teenage Mutant Ninja Turtles: Mutants in Manhattan | Activision        | PlayStation 3, PlayStation 4, Windows, Xbox 360, Xbox One |
| 2017 | Nier: Automata                                     | Square Enix       | PlayStation 4, Windows, Xbox One, Nintendo Switch         |
| 2019 | Astral Chain                                       | Nintendo          | Nintendo Switch                                           |
| 2020 | The Wonderful 101: Remastered                      | PlatinumGames     | Nintendo Switch, PlayStation 4, Windows                   |
| 2021 | World of Demons                                    | PlatinumGames     | iOS, macOS                                                |
| 2022 | Sol Cresta                                         | PlatinumGames     | Nintendo Switch, PlayStation 4, Windows                   |
| 2022 | Babylon's Fall                                     | Square Enix       | PlayStation 4, PlayStation 5, Windows                     |
| 2022 | Bayonetta 3                                        | Nintendo          | Nintendo Switch                                           |
| 2023 | Bayonetta Origins: Cereza and the Lost Demon       | Nintendo          | Nintendo Switch                                           |
| 2025 | Ninja Gaiden 4                                     | Xbox Game Studios | PlayStation 5, Xbox Series X/S, Windows                   |
| ASA  | Project GG                                         | PlatinumGames     | ASA                                                       |

### Jogos relacionados
| Ano       | Título                   | Publicadora       | Plataforma(s)     | Notas                                              |
| --------- | ------------------------ | ----------------- | ----------------- | -------------------------------------------------- |
| ASA       | Lost Order               | Cygames           | Android, iOS      | Testes da versão beta ocorreram em agosto de 2017  |
| 2023      | Granblue Fantasy: Relink | Cygames           | PS4, PS5, Windows | Desenvolvimento transferido para a Cygames em 2019 |
| Cancelado | Scalebound               | Microsoft Studios | Windows, Xbox One | Cancelado em janeiro de 2017                       |